# Església de Sant Pere Intramurs d'Ademús
L'Església de sant Pere Intramurs d'Ademús és una església desapareguda de la vila d'Ademús, País Valencià.
Amb la conquesta aragonesa del segle xiii, els templers van rebre rendes i privilegis a la vila d'Ademús, que a principis del segle xiv passarien a la nova orde de Montesa, que va instituir una comanda a Ademús. Els nous pobladors van decidir aixecar la primera església, dedicada a sant Pere i situada a l'empara dels murs del castell.
L'edifici va desaparèixer en el terratrèmol del 7 de juny de 1656, quan ja s'havia aixecat al raval l'Església de Sant Pere i Sant Pau. A les acaballes d'aquest segle i inicis del següent es va construir l'ermita de Santa Bàrbara, els murs ruïnosos de la qual encara poden observar-se avui dintre del perímetre del castell.
Conten que s'hi trobava la "Cruz que chilla", la qual era fixada en un pilar de pedra per l'ermitana en dies de pluja, i quan la tempesta portava pedra, la creu "cridava". La miraculosa creu es trobava al Fossar de Sant Pere, antic cementiri parroquial desaparegut amb el terratrèmol de 1656.